# Hogna morosina
Hogna morosina este o specie de păianjeni din genul Hogna, familia Lycosidae. A fost descrisă pentru prima dată de Banks, 1909.
Este endemică în Costa Rica. Conform Catalogue of Life specia Hogna morosina nu are subspecii cunoscute.